# Ida Nudel
Ida Nudel (en hébreu: אידה נודל, en russe: Ида Нудель), née le 27 avril 1931 à Novorossiysk, en Union soviétique et morte le 14 septembre 2021 à Rehovot, est une activiste israélienne, ancienne refuznik
(juive dissidente en Union soviétique), connue comme l'« Ange gardien » pour son aide aux « prisonniers de Sion ».

## Biographie
Ida Nudel,,, est née le 27 avril 1931 à Novorossiysk, en Crimée, alors en Union soviétique. Après seize ans de démarches auprès des autorités soviétiques, elle obtient le droit de s'installer en Israël en 1987. Elle meurt le 14 septembre 2021 à l'âge de 90 ans.

## Œuvres
- (en) Ida Nudel. Hand in the Darkness: The Autobiography of a Refusenik. Grand Central Pub. 1990.  (ISBN 0446514454),  (ISBN 978-0446514453)[7]